# Banche (géologie)
Pour les articles homonymes, voir banche.
Les banches sont des strates de marnes ou de calcaires affleurant sur certains estrans.
En France métropolitaine, ce type de formation géologique se rencontre notamment sur les littoraux des régions naturelles suivantes :
- Littoral du Golfe de Gascogne :
  - Marais breton et Île de Noirmoutier
  - Côte de la Plaine vendéenne
  - Marais poitevin
  - Saintonge maritime : Côte de Beauté
  - Blayais et Bourgeais : rive droite de l'Estuaire de la Gironde
  - Aunis : Baie de l'Aiguillon, Rade des Basques, Détroit de l'Île de Ré, Baie d'Yves...
  - Archipel charentais
  - Labourd : Côte basque entre Biarritz et la Bidassoa
- Littoral de la Manche :
  - Bessin : Côte de Nacre et Rochers du Calvados
  - Baie des Veys
  - Pays d'Auge : Côte Fleurie et Côte de Grâce
  - Pays de Caux : Côte d'Albâtre
  - Boulonnais : estrans des falaises de la Côte d'Opale (Cap Gris-Nez et Cap Blanc-Nez)
- Littoral du Bassin algéro-provençal :
  - Corbières maritimes
  - Provence calcaire : Côte Bleue et Calanques de Marseille
  - Pays niçois : Riviera française